# Pay to fly
 (juin 2015).

Le pay-to-fly,, pay to fly (p2f), ou pay to work littéralement en anglais « payer pour voler », aussi appelé self sponsored line training pour « adaptation en ligne auto financée » ou " payer pour travailler " est une pratique de l'industrie du transport aérien durant laquelle des pilotes professionnels payent pour exercer la fonction de pilote sur un vol commercial.
Le pilote professionnel travaille et assume la charge de copilote, en toute sécurité et conformément aux exigences du transport aérien.
Les prix varient de 14 000 euros à parfois plus de 85 000 euros, pour un « bloc d'heures », généralement 500 heures,, sur avion de ligne,,, sans que le pilote ne reçoive de rémunération en contrepartie,,,,. Un salaire peut être proposé mais le candidat doit alors avoir recours à un prêt dont les remboursements dépassent le salaire perçu,.
Les candidats à cette pratique sont le plus souvent des pilotes sans expérience ou des pilotes souhaitant acquérir de l'expérience sur un type d'appareil spécifique (e.g. B737 ou A320). L'attrait pour les candidats est d'acquérir de l'expérience et d'augmenter leurs chances de trouver un emploi de pilote,, remettant en question le consensus médiatique selon lequel le secteur aérien connaît une pénurie de pilotes,.
Cette pratique s'étend à l'obtention des Qualifications de Type moyennant paiement,,,, sans garantie d'emploi, dégageant les compagnies de cet investissement et transformant de facto les pilotes en manne financière.

## FAA
Le crash du vol Colgan Air 3407 conduit la Federal Aviation Administration (FAA) à adopter de nouvelles normes pour la qualification des pilotes. Ces normes ont répondu au mandat donné par le congrès avec l'adoption du Airline Safety and FAA Extension Act of 2010.
Ce dernier présuppose à la modification des « prérequis pour l'émission du certificat de pilote de transport de ligne » dans les conditions prévues par la FAA au  no 8900.225 titré « Certification pilote et prérequis aux opérations en transport aérien » de 10 juin 2013.
Ces lois ont réduit l'ampleur du pay-to-fly parmi les pilotes possédant une licence de pilote américaine en augmentant les prérequis d'accès en poste. En effet pour servir en tant que copilote : « un pilote peut être éligible s'il est issu d'une formation militaire; diplômé d'un programme universitaire en 4 ans avec une dominante aviation ; diplômé d'un programme spécifique en 2 ans avec dominante aviation; ou totalise 1 500 heures en tant que pilote. » Aucune réglementation n'interdit explicitement le pay-to-fly.

## EASA
En Europe, l'existence du pay-to-fly est admise, et « ne semble poser problème ni à la Commission européenne ni à l'EASA. » Selon Dominique Fouda, responsable communication de l'EASA : « Le fait que certaines compagnies aériennes fassent payer leur personnel n’intervient pas dans le règlement de sécurité aérienne, dès lors que ces personnels sont techniquement qualifiés. »

### Suisse
Selon le sous directeur à l'OFAC Marcel Zuckschwerdt : « Il n'y a pas de réglementation qui interdirait de faire ceci, c'est quelque chose qui est tout à fait possible. On peut se poser la question naturellement est-ce sûr? Est-ce qu'au niveau de la sécurité, c'est acceptable ? Et lorsque nous avons examiné ça, nous sommes arrivés à la conclusion que finalement c'était avant tout la motivation du pilote qui était un argument pour dire que c’était satisfaisant au niveau de la sécurité. Ce qui compte au fond c'est plus la motivation du pilote que l'aspect salarial. » (à 9:50)

### France
Le pay-to-fly est interdit par le droit du travail étant donné qu'un contrat de travail peut être établi sur demande par un juge, si : il y a un lien de subordination avéré entre le prestataire de service et le tiers bénéficiant de ce service ; ou si la personne morale ou physique bénéficiant du service impose le cadre de travail auquel le prestataire doit se soumettre. Le délit de travail dissimulé est sanctionné par jusqu'à 3 ans d'emprisonnement et 45 000 euros d'amende ou 220 000 euros d'amende dans le cas d'une personne morale. Selon la DGAC, « le pay-to-fly n'est pas pratiqué par les compagnies françaises », ce qui n'empêche pas les compagnies étrangères le pratiquant de desservir le territoire français, ni les pilotes français d'avoir recours à cette pratique au sein d'une compagnie étrangère,,.
En 2013, 1 739 pilotes français étaient enregistrés au Pôle emploi, une augmentation de 43 % par rapport au trois années précédentes. En décembre 2014, les élèves pilotes diplômés de l'ENAC à eux seuls, sous l'égide de leur association d'anciens élèves l'AGEPAC, a rapporté dans une enquête interne que, de  2006 à 2011, concernant un échantillon de 319 pilotes :
- 15 % travaillaient bénévolement/étaient sans activité/enregistrés à Pôle emploi[40]
- 42 % n'avaient pas d'activité leur permettant de voler[41]
- 44 % estimaient que leur activité n'était pas en adéquation avec leur cursus de formation[41]
- Le taux d'emplois salariés (tout secteurs confondus) a chuté graduellement de 94 % en 2006 à 15 % en 2011[42].

Il en résulte que pour le pilote ne volant pas dans le cadre de leur activité principale, que:
- 86 % sont prêts à s'expatrier[43]
- 82 % sont prêts à se financer une qualification type par leurs propres moyens[43].

### Norvège
La Luftfartstilsynet (Autorité de l'Aviation Civile Norvégienne ou CAA) ne s'estime pas concernée. Selon Frode Lenning, à la tête de la Section des Opétations de Flotte, CAA : « Des pilotes sont formés au sein de compagnies commerciales depuis des années. Ce qui est nouveau, c'est que certaines compagnies facturent les pilotes pour les former dans leur entreprise [...] Nous formons de jeunes pilotes dans les cockpits depuis des années. Ce qui est nouveau ici c'est l'aspect social, et cela n'entre pas de le cadre du système de régulation de la sécurité aérienne. »
Durant la grève des pilotes de Norwegian Air Shuttle de mars 2015, la compagnie aérienne Small Planet Airlines qui pratique le pay-to-fly est affrété par NAS pour effectuer 50 vols, utilisant ainsi des pilotes qui payent pour effectuer des vols en remplacement de leurs collègues grévistes.

### Pays-Bas
Depuis 2008 le marché de l'emploi des pilotes se détériore rapidement. La plupart des pilotes formés dans des écoles néerlandaises doivent chercher du travail à l'étranger. Selon VNV-DALPA, le marché de l'emploi pour les pilotes ab initio est déplorable. « Certaines compagnies hors des Pays-Bas recrutent, mais il s'agit de pay-to-fly. Cela veut dire que les pilotes doivent investir des sommes considérables pour des emplois très mal rémunérés et des contrats précaires. »
En février 2015, l'Association des pilotes Néerlandais (VNV - Dutch ALPA) révèle que 1 200 des 4 100 pilotes Hollandais dans le monde (soit près de 30%) sont sans emploi. Le taux de pilote au chômage reste élevé.

### Allemagne
Selon un article de 2013 de Der Spiegel, « Si on se réfère aux estimations du [porte parole M.Handwerg] syndicat [VC], il y a déjà plus de 1 500 pilotes sans emplois en Allemagne, une tendance à la hausse. »

## Controverses

### Avantages
« Cela ouvre des opportunités de début de carrière qui ne sont en ce moment pas disponibles en Europe. À l'étranger, de tels programmes sont monnaie courante depuis des années », selon un porte-parole de la société Cockpit4u.
Pour Baltic Aviation Academy, les adaptations en ligne payés par les compagnies « vous engagent à voler pendant des années avec cette compagnie » alors qu'une adaptation en ligne autofinancée vous permet de gagner en « indépendance » et vous « apporte le luxe de pouvoir choisir la compagnie pour laquelle vous voulez voler et vous donne la possibilité de vous concentrer sur le métier qui vous amènera un plaisir quotidien. »
L'« indépendance » se négocie à 19 500 euros la qualification type, à laquelle il faut rajouter une somme « variant de 46 000 à 55 000 euros » pour une opportunité d'adaptation en ligne.

### Désavantages
La généralisation de cette pratique est liée à l'avènement d'une génération de pilotes « lentement étranglés par leurs dettes » où, avertissent les syndicats de pilotes, « le candidat le plus fortuné uniquement, en lieu et place du meilleur, deviendra pilote, parce qu'un nombre grandissant de compagnies aériennes font payer leurs cadets pour voler. »

## Compagnies aériennes et prestataires
- Lorsque l'information est disponible, les prestataires également écoles de pilotage sont préfixées : *
- TRTOs (Type Rating Training Organisations) préfixés : **

| Prestataires (quand existant)                                                                      | Compagnies                                                      | Qualification Type  | Adaptation En Ligne      |
| -------------------------------------------------------------------------------------------------- | --------------------------------------------------------------- | ------------------- | ------------------------ |
| Aerojob                                                                                            | Travel Service a.s (under SmartWings)                           | Oui                 | Non                      |
| (Inconnu)                                                                                          | Aeronova                                                        | Oui,                | Oui,                     |
| Aircrew Training Center (ATC)                                                                      | Farnair (and subsidiary Farnair Training), Enter Air, Carpatair | Oui ,               | Oui ,                    |
| *Atlantic Flight Academy (AFA)                                                                     | Atlasjet                                                        | Oui ,               | Oui                      |
| (Inconnu)                                                                                          | Air Baltic et filiales Air Baltic Training                      | Oui ,               | Oui                      |
| **Aviation Training Center of Tunisia (ATCT) en partenariat avec *G Air Training Center (Tunisair) | Nouvelair,, Tunisair ,                                          | Oui ,               | Oui, (1)                 |
| Atrans Aviation                                                                                    | (Inconnu)                                                       | Non                 | Oui,                     |
| Aviation CV                                                                                        | (Inconnu)                                                       | Non                 | Oui                      |
| ***Baltic Aviation Academy                                                                         | Atlasjet, Estonian Air, AeroLogic, Royal Air Maroc, VietJet Air | Oui, (Estonian Air) | Oui , (not Estonian Air) |
| (Inconnu)                                                                                          | Blue Panorama Airlines                                          | Non                 | Non                      |
| Brookfield Aviation International                                                                  | (Inconnu)                                                       | Non                 | Non                      |
| CAE Parc Aviation                                                                                  | Ryanair                                                         | Oui                 | Non                      |
| **Cockpit4U                                                                                        | Germania,                                                       | Oui,                | Oui,(2)                  |
| (Inconnu)                                                                                          | Croatia Airlines                                                | Non                 | Oui                      |
| Direct Personnel                                                                                   | (Inconnu)                                                       | Non                 | Non                      |
| Eagle Jet                                                                                          | Lion Air,                                                       | Non                 | Oui,                     |
| ETOPS Flight                                                                                       | Royal Air Maroc Express                                         | Oui,                | Oui                      |
| Fly Gosh                                                                                           | (Inconnu)                                                       | Non                 | Non                      |
| (Inconnu)                                                                                          | Galain Aviation                                                 | Non                 | Oui                      |
| **Jet Flight Training Ltd                                                                          | Afrique                                                         | Oui                 | Oui                      |
| Knots Aviation                                                                                     | (Inconnu)                                                       | Oui,                | Oui                      |
| (Inconnu)                                                                                          | Pegasus Airlines                                                | Oui                 | Oui                      |
| Pilot Management Services,                                                                         | Small Planet Airlines                                           | Non                 | Oui                      |
| Rishworth                                                                                          | Wings Air, Vietnam Airlines                                     | Non                 | Oui                      |
| **Skies Aviation                                                                                   | Inconnu                                                         | Oui                 | Oui                      |
| Sky4u / Intex-Aero                                                                                 | Inconnu                                                         | Oui                 | Oui                      |
| *Stella Aviation International (SAI)                                                               | (Inconnu)                                                       | Oui                 | Non                      |
| (Inconnu)                                                                                          | Tarom                                                           | Non                 | Non                      |
| TRTOagency                                                                                         | (Inconnu)                                                       | Oui                 | Non                      |
| Type & Train                                                                                       | Nouvelair, Tunisair                                             | Oui                 | Oui                      |
| Type Line Training                                                                                 | (Inconnu)                                                       | Oui                 | Oui                      |
| *UAB Sabenavita Aviacijos Akademija                                                                | (Inconnu)                                                       | Non                 | Non                      |
| (Inconnu)                                                                                          | VietJet Air                                                     | Non                 | Oui                      |
| World Airline Services                                                                             | Air Asia, Hainan Airlines                                       | Non                 | Non                      |

(1) Pay-to-fly chez Germania? C'est insensé (Karsten Balke, PDG de Germania)